# Улрих III фон Берг-Шелклинген
Улрих III фон Берг-Шелклинген (на немски: Ulrich III von Berg-Schelklingen; † сл. 1316 или 10/11 ноември 1319) от швабския графски род фон Берг, е граф на Берг-Шелклинген в Баден-Вюртемберг.

## Живот
Син е на граф Улрих II фон Берг-Шелклинген († сл. 1268) и съпругата му графиня Уделхилд фон Урах († сл. 24 юли 1242), вероятно дъщеря на граф Егино V фон Урах-Фрайбург († 1236) и Аделхайд фон Нойфен († 1248). Внук е на граф Хайнрих III фон Берг-Шелклинген († сл. 1241), маркграф на Бургау в Херцогство Швабия, и Аделхайд фон Шелклинген.
Племенник е на Хайнрих фон Берг († 1197), епископ на Пасау и Вюрцбург, на епископите на Пасау Диполд фон Берг († 1190) и Манеголд фон Берг († 1215), и на епископа на Фрайзинг Ото II фон Берг († 1220). Роднина е на епископа на Бамберг Ото VI фон Андекс († 1196) и на граф Бертхолд I фон Хенеберг († 1312), епископ на Вюрцбург.
Улрих III има незаконна полусестра Уделхилд фон Берг-Шелклинген († сл. 1271), омъжена сл. 1257 г. за граф Албрехт I фон Хоенлое-Уфенхайм († ок. 1269).
Когато син му Конрад граф фон Берг-Шелклинген умира през 1346 г. господството Шелклинген отива към Австрия.

## Фамилия
Първи брак: сл. 1272 г. с Луитгард фон Калв, вдовица на граф Рудолф I/IV фон Тюбинген-Бьоблинген († 1272), дъщеря на граф Готфрид III фон Калв, лотарингски пфалцграф († 1262) и Ута († сл. 1262). Те имат децата:
- Хайнрих V фон Берг-Шелклинген († 13 декември 1317/6 януари 1318)
- Улрих IV фон Берг-Шелклинген († 7 октомври 1308/1309), женен за Аделхайд фон Ортенбург († сл. 1304), дъщеря на граф Фридрих I фон Ортенбург-Каринтия († 1304) и Аделхайд фон Тирол († 1291)
- Конрад граф фон Берг-Шелклинген († 21 април 1346), женен за графиня Аделхайд фон Тек († 17 февруари 1342), дъщеря на граф и херцог Лудвиг II фон Тек († 1280/1282) и Луитгард фон Бургау († 1295)
- Луитгард фон Берг-Шелклинген († сл. 23 май 1304), омъжена на 24 ноември 1286 г. за граф Рудолф II/V „Шерер“ фон Тюбинген-Херенберг († сл. 1316/1317), син на граф Рудолф I (III) фон Тюбинген-Херенберг († 12 май 1277)
- Аделхайд фон Берг († пр. 18 септември 1310), омъжена на 7 ноември 1289 г. за Албрехт II фон Хоенлое-Уфенхайм-Шпекфелд († между 17 април и 30 ноември 1312)
- Анна фон Шелклинген († пр. 8 април 1362), омъжена ок. 1332 г. за граф Рудолф III (IV) фон Монфор-Фелдкирх († 13 март 1375)

Втори брак: сл. 1300 г. с Мехтилд фон Неленбург († сл. 1357), дъщеря на граф Хайнрих фон Неленбург († 11 септември 1365) и Урсула фон Хазенбург († 1368) и има децата:
- Улрих фон Берг († пр. 20 февруари 1360)
- Конрад фон Берг († сл. 1366)
- Улрих фон Берг († сл. 1307)
- Гебхард фон Берг († сл. 1295)